# Bous (Sarre)
Bous é um município da Alemanha localizado no distrito de Saarlouis, estado do Sarre.